# Teerijärvi (sjö i Mellersta Finland)
Teerijärvi är en sjö i Finland. Den ligger i kommunen Jämsä i landskapet Mellersta Finland, i den södra delen av landet, 190 km norr om huvudstaden Helsingfors. Teerijärvi ligger 201 meter över havet. I omgivningarna runt Teerijärvi växer i huvudsak blandskog. Arean är 2,1 hektar och strandlinjen är 0,68 kilometer lång. Sjön  ingår i Kumo älvs huvudavrinningsområde. 